# Peucedanum oreoselinum
Peucedanum oreoselinum o julivert de muntanya (el nom científic significa selinum "julivert" i oreo = de muntanya), és una espècie de planta apiàcia.

## Descripció

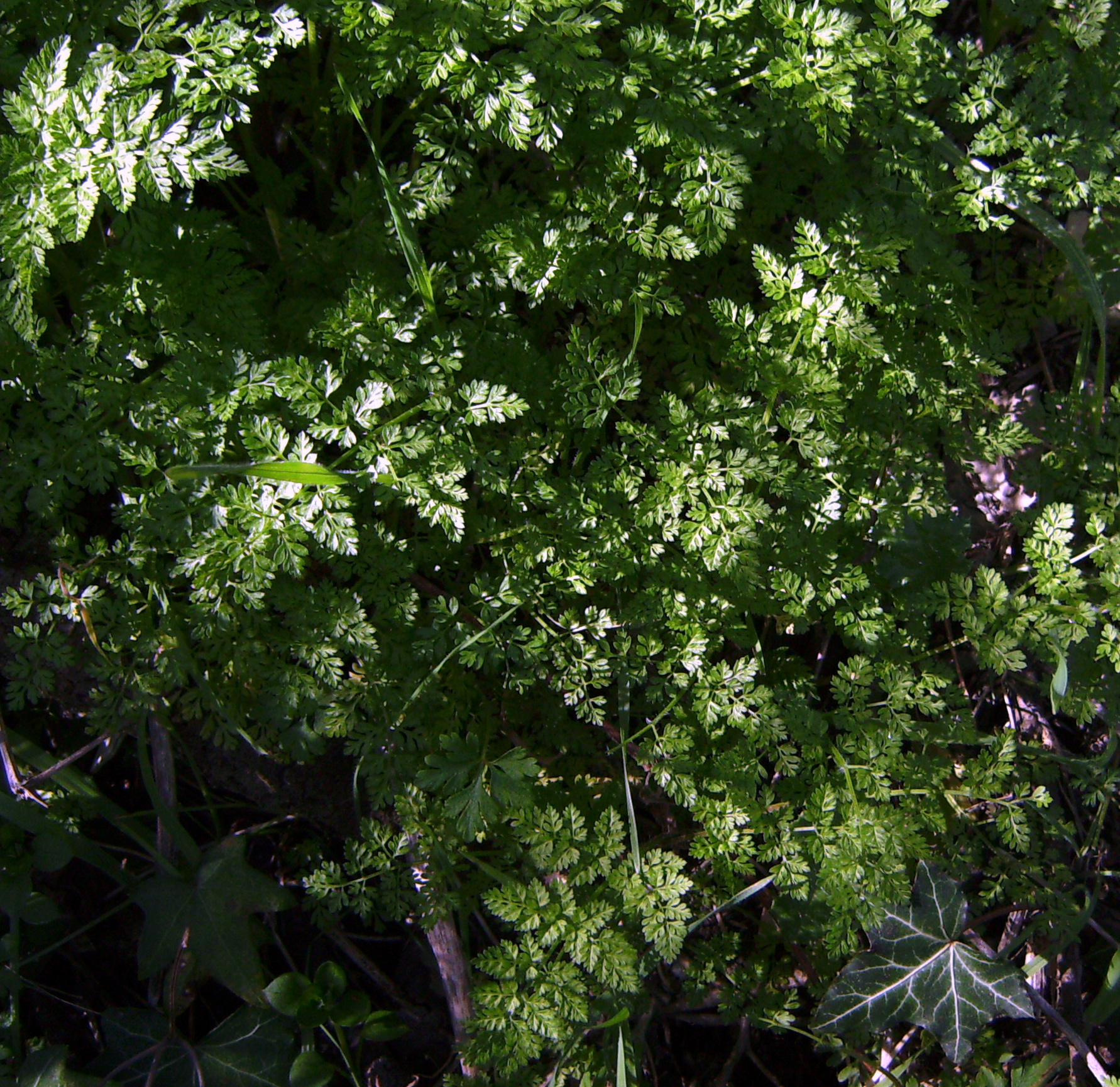
Fulles que són similars a les del julivert

Planta perenne amb rizoma llenyós, de 6-16 mm de diàmetre, vertical o oblic. Tija de 30-130 cm d'alt, cilíndrica, de 3-10 mm de diàmetre, sòlida, estriada, glabre o pubèrula cap a la base, sovint vermellosa. Fulles basals, que recorden les del julivert, de fins 50 cm, limbe de fins 30 - 20 cm, més ample que llarg. Les inflorescències en umbel·la amb 18-30 radis, de 15-30(65) mm, poc desiguals.

## Distribució i hàbitat
Es troba en llocs herbosos, orles i clarianes del bosc. A una altitud de 70-1900 msnm a Europa central i Europa meridional, incloent Catalunya i el País Valencià.

## Sinònims
- Angelica oreoselinum (L.) M.Hiroe
- Athamanta diffusa Gilib.
- Athamanta divaricata Gilib.
- Athamanta divaricifolia Stokes
- Athamanta oreoselinum L.
- Cervaria oreoselinum Gaudin
- Oreoselinum legitimum M.Bieb.
- Oreoselinum majus Garsault
- Oreoselinum nigrum Delarbre
- Peucedanum bourgaei Lange
- Peucedanum orbiculare Dulac
- Selinum oreoselinum Crantz[2]

## Usos
Es fa servir en homeopatia, però no és comestible.